# Eois olivaria
Eois olivaria là một loài bướm đêm trong họ Geometridae.